# Pele (Io)
Koordinaten: 18° 43′ S, 104° 43′ O

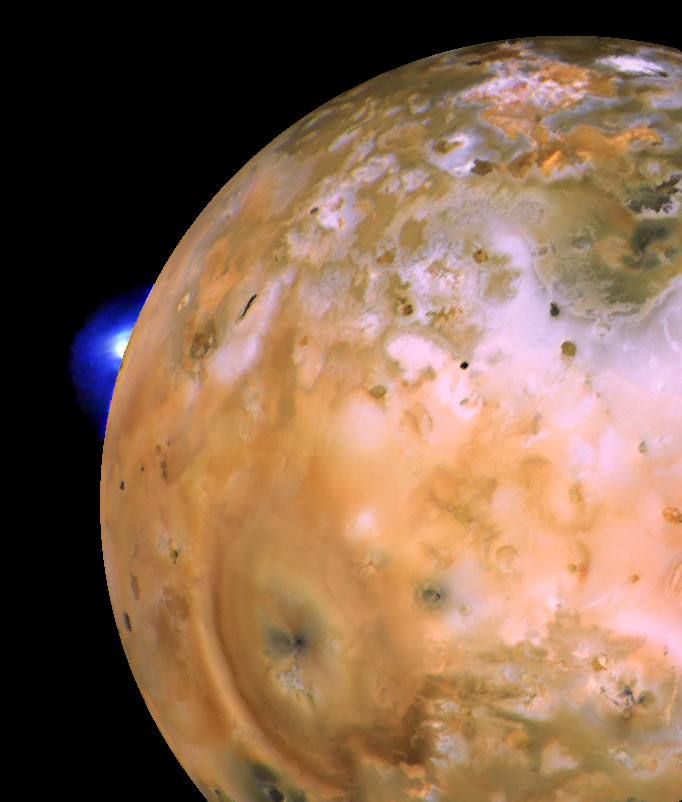
Io aus ca. 490.000 km Entfernung. Ein Ring umgibt Pele.

Pele ist ein aktives eruptives Zentrum auf der Oberfläche des Jupitermonds Io. Es wurde nach der hawaiischen Vulkangottheit Pele benannt. Die vulkanische Formation ist am 18. Breitengrad südlich und am 255. Längengrad westlich lokalisiert und besteht aus einer 30 km langen und 20 km breiten Furche. Sie liegt auf der nördlichen Seite des zerklüfteten Plateaus Danube Planum.
Ein Lavasee aus basaltischer Lava füllt einen Teil der Furche, der gewaltige Energiemengen ins Weltall abgibt. Dieser See ist ebenfalls die Quelle einer Rauch- und Staubfahne, die 300 km weit ins All schießt, bevor sie sich in einem Ring, 600 km um ihn herum, niederwirft.